# Kornstad
 (décembre 2020).
Kornstad est une ancienne commune norvégienne du comté de Møre og Romsdal, créé 1er janvier 1897 lorsque la commune de Kvernes a été divisée en quatre parties. Kornstad avait, lors de sa création, 1599 habitants.

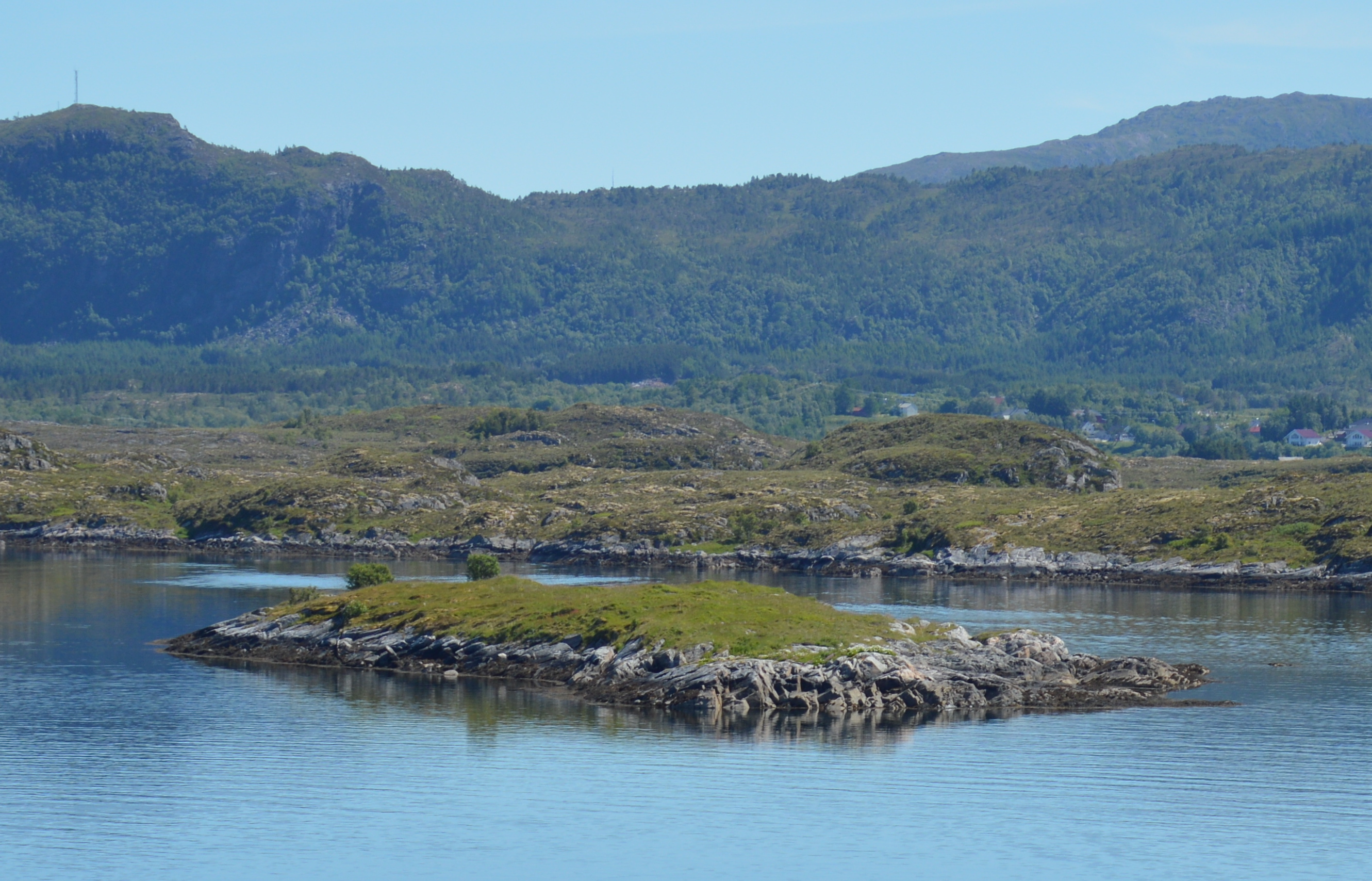
Vue de Fånytta (vers le sud) dans le nord de Kornstad

Le 1er janvier 1964, la plus grande partie de la commune, soit 1356 habitants, a fusionné avec Kvernes et la majeure partie de Bremsnes pour donner naissance à la commune d'Averøy.
La localité de Vevang,  avec ses 562 habitants, a quant à elle été intégrée à la commune de Eide.